# ستيفن شتال
ستيفن شتال (بالإنجليزية: Stephen Stahl)‏ هو طبيب نفسي أمريكي، ولد في 14 سبتمبر 1951 في واوسون في الولايات المتحدة.